# Lerka
Lerka, skowronek borowy (Lullula arborea) – gatunek małego ptaka z rodziny skowronków (Alaudidae), jedyny żyjący przedstawiciel rodzaju Lullula. Nie jest zagrożony.

## Systematyka
Wyróżnia się dwa podgatunki L. arborea:
- L. arborea arborea – północna, zachodnia i środkowa Europa do zachodniej Rosji i Ukrainy.
- L. arborea pallida – południowa Europa i północno-zachodnia Afryka przez Bliski Wschód do Iranu i Turkmenistanu.

## Występowanie
Zamieszkuje Europę, Bliski Wschód i góry Afryki Północnej. Zasięg na wschodzie sięga po wschodni kraniec europejskiej części Rosji, a na południu po Izrael i Iran. Populacje zachodnie i południowe osiadłe, północne i wschodnie wędrują zimą na niewielkie odległości bardziej na południe (Europa Południowa i Afryka Północna), gdzie klimat jest łagodniejszy (przeloty od lutego, marca do kwietnia i od września do listopada). W ostatnich dekadach notuje się ustępowanie populacji lerki z zachodniej i środkowej Europy, czego przyczyna nie jest do końca wyjaśniona.
W Polsce średnio liczny ptak lęgowy, w górach i na pogórzu nieliczny. Najliczniej występuje na południowym Pomorzu, ziemi lubuskiej i na Kurpiach.

## Charakterystyka

### Cechy gatunku
Lerka jest najmniejszym polskim skowronkiem, znanym bardziej z głosu niż wyglądu. Mniejsza od skowronka, o upierzeniu nieco bardziej urozmaiconym. Sylwetka bardziej krępa. Obie płci ubarwione jednakowo. Upierzenie brązowe lub brudnożółte z intensywnym, ciemniejszym kreskowaniem. Spód brudnobiały, na piersi brązowo kreskowany, niżej jednolity. Na głowie maleńki zaokrąglony czubek i ciemne pokrywy uszne zbiegające się na karku. Policzki szarobrązowe lub rudawe, jasno obramowane, brwi białe schodzą się na karku w kształt litery V. Pokrywy uszne są czerwono-brązowe. Na brzegach szerokich i zaostrzonych na końcu skrzydeł widać czarno-biały rysunek, ale bez białej krawędzi. Na krótkim, intensywnie brązowym ogonie znajdują się białe plamy (zwłaszcza na końcu), które widać w locie. Nogi są pomarańczowe.
Jest dużo mniej znanym ptakiem niż spokrewniony z nią skowronek polny. Oba są niepozornie ubarwione, ale lerka rzadko żeruje na polach, ma krótszy ogon i często rdzawy odcień upierzenia. Pod względem wielkości jest mniejsza i smuklejsza od wróbla. Wzdłuż grubszych gałęzi szybko biega. Utrudnieniem w rozróżnieniem lerki od skowronka lub dzierlatki jest identyczny kształt dzioba, który przystosowany jest do łowienia owadów i zbierania nasion. Zarówno lerka, jak i skowronek w przypadku zaniepokojenia stroszą wydłużone pióra na ciemieniu, a dzierlatka ma czubek wystawiony praktycznie zawsze. Charakterystyczny u lerki jest wyraźny jasny prążek nad okiem.

### Wymiary średnie
długość ciałaok. 15 cm
rozpiętość skrzydełok. 30 cm

### Masa ciała
23–35 g

### Głos
Śpiew samca od wieków zachwycał i urzekał człowieka, toteż ptak ten, podobnie jak słowik, był przez niego poszukiwany w celach hodowlanych. Wiosną jego trele słychać cały dzień, nawet w jasne noce. To fletowe „tuling” trwające całą minutę lub nawet dłużej. Jest zatem jednym z niewielu europejskich śpiewaków, które odzywają się w nocnej ciszy, podczas gdy pozostałe śpią. Podobnie jak skowronki, samce lerki śpiewają w dzień w locie, ale w nocy tylko na ziemi lub gałęzi. Jego melodia to powtarzane kilkakrotnie miękkie dźwięki.

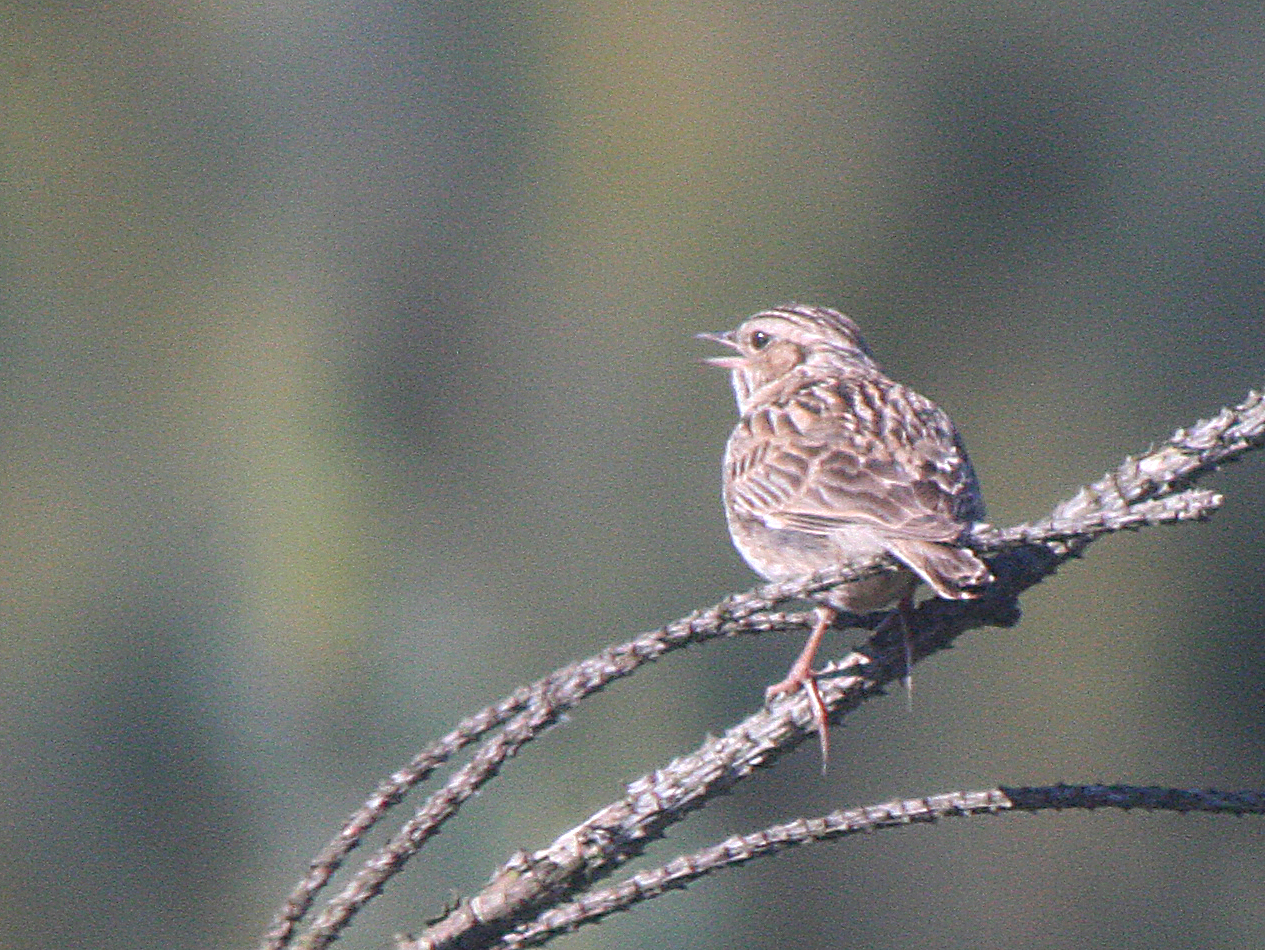
Śpiewająca lerka na gałęzi

## Biotop
Miejsca o silnym nasłonecznieniu przypominające step o luźnej glebie i skąpej roślinności – obrzeża suchych prześwietlonych borów, drzewostanów sosnowych, zręby, ugory w pobliżu terenów otwartych – kompleksów leśnych, zgrupowań wysokich drzew, śródleśnych polan, wrzosowisk, nasłonecznionych zrębów, suchych łąk i upraw leśnych. Spotykana na terenach piaszczystych i żwirowych, w okolicach opuszczonych domostw, na zarastających drzewami łąkach z krótką trawą ułatwiającą zdobywanie pokarmu. Luźno rosnące drzewa wykorzystuje do obserwowania okolicy, a nocą do śpiewu. Chroni się w zagłębieniach gruntu. Unika intensywnie zagospodarowanych krajobrazów rolniczych, zwartych drzewostanów i gęstych zagajników.

## Okres lęgowy

### Toki
Lerki na miejsca lęgowe przylatują w marcu. Samce co roku zajmują to samo terytorium, ale przystępują do lęgów z innymi samicami niż rok wcześniej. Zachowania godowe są charakterystyczne. Ptak siedząc na krzaku, czubku drzewa lub linii wysokiego napięcia śpiewa, po czym w locie godowym wznosi się 100 m prawie pionowo w górę i w powietrzu wykonując swą pieśń godową ruchem spiralnym wzbija się nad miejscem gniazdowania w górę. Opada na ziemię ukośnie lub pionowo ze złożonymi skrzydłami na ziemię lub wierzchołek tego samego lub innego drzewa. Dopiero gdy jest nisko nad ziemią i przy lądowaniu milknie. Około połowa śpiewów samca w maju jest wykonywana w locie.

### Gniazdo
Na ziemi w płytkim zagłębieniu lub nisko nad nią w miejscu dobrze nasłonecznionym, ukryte w suchym miejscu pośród niezbyt gęstej roślinności zielnej, lecz dobrze osłonięte. Ma kształt czarki zbudowanej z suchych traw, korzeni i wyścielonej włosiem, liśćmi, igłami sosnowymi, mchem, porostami i trawą.

### Jaja

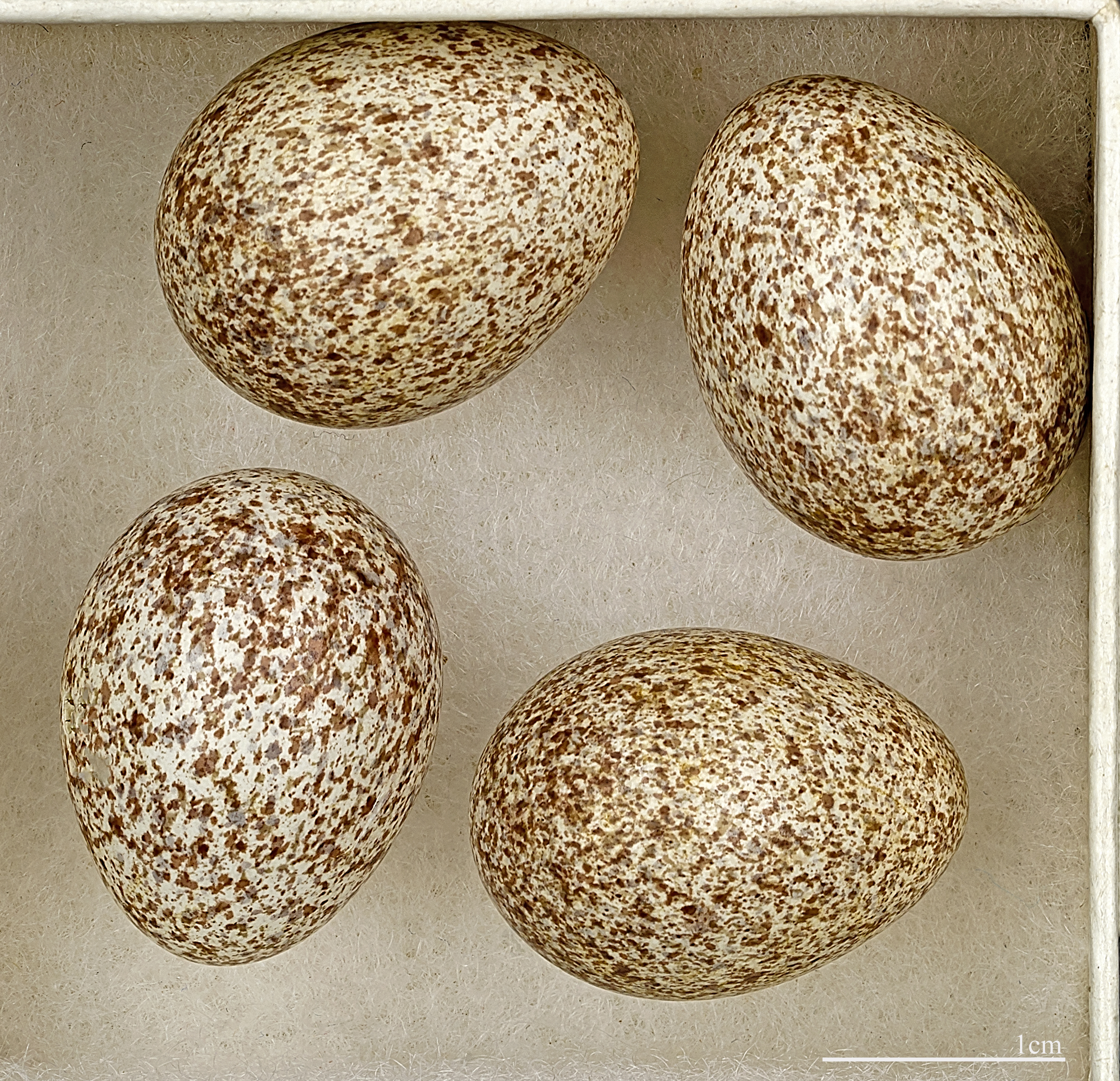
Jaja lerki z kolekcji muzealnej

Dwa – trzy lęgi w roku: w połowie kwietnia i w czerwcu. W zniesieniu 3–5 jaj o średnich wymiarach 21×16 mm, z tłem białym lub szarawym z gęstymi i drobnymi plamkami w kolorze szaro-brązowym. Odwrotnie jak u innych wróblowatych, późniejsze lęgi są liczniejsze w jaja.

### Wysiadywanie i pisklęta
Od złożenia ostatniego jaja trwa 13–15 dni. Pisklęta wykluwają się nagie i ślepe. Karmione są przez rodziców 2 tygodnie. Gdy są świeżo opierzone, można je rozpoznać po wyraźnym wzorze we wnętrzu żółtej paszczy. Na bokach i końcu języka dostrzec można duże, czarne plamy. Rosną bardzo szybko i opuszczają gniazdo po 14–15 dniach, rozchodząc się po okolicy. Nie potrafią jednak wtedy jeszcze latać (dopiero umiejętność tę zdobywają po paru dniach). Opuszczanie gniazda przez nielotne młode jest typowym zachowaniem u gatunków lęgnących się na ziemi. Gdy wyczują zagrożenie, rozpierzchają się na wszystkie strony i ukrywają pojedynczo. Ewolucyjne znaczenie tego zachowania polega na tym, że ewentualny drapieżnik dopadnie jedno pisklę, a pozostałe przeżyją. Gdyby nie uciekły z gniazda i skupiły się razem, to wszystkie by zginęły. We wrześniu i październiku lerki odlatują do zimowisk nad Morzem Śródziemnym i tylko nieliczne osobniki pozostają na terenach lęgowych.

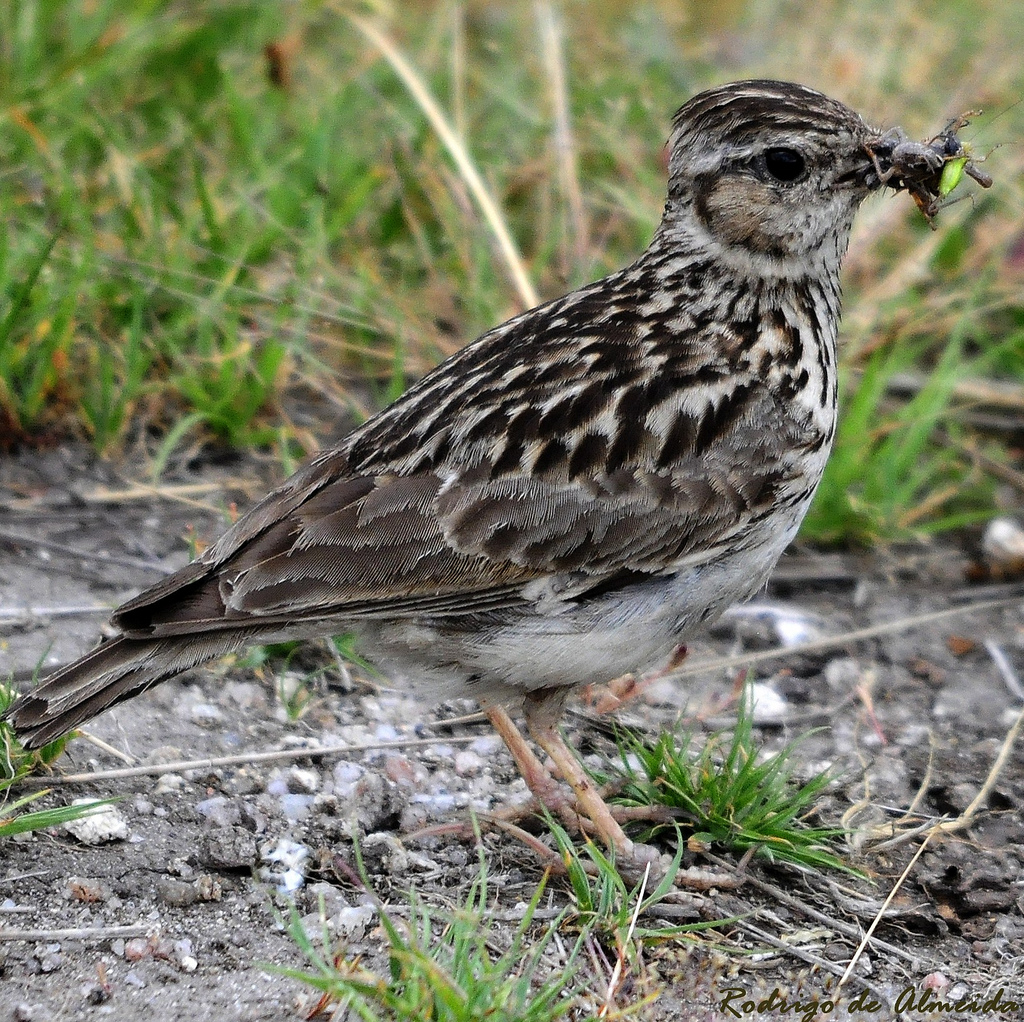
Lerka ze schwyconym owadem prostoskrzydłym

## Pożywienie
Głównie drobne owady, pająki i inne bezkręgowce, a tylko wyjątkowo (w czasie migracji) nasiona traw i chwastów. Zbiera je z ziemi i niskiej roślinności. Pokarm roślinny pojawia się w diecie w chłodnych porach roku – jesienią i zimą.

## Status i ochrona
IUCN uznaje lerkę za gatunek najmniejszej troski (LC – Least Concern) nieprzerwanie od 1988 roku. Liczebność światowej populacji, wstępnie obliczona w oparciu o szacunki organizacji BirdLife International dla Europy z 2015 roku, mieści się w przedziale 4–9 milionów dorosłych osobników. Globalny trend liczebności populacji uznawany jest za wzrostowy.
Na terenie Polski gatunek ten jest objęty ścisłą ochroną gatunkową. Na Czerwonej liście ptaków Polski lerka sklasyfikowana została jako gatunek najmniejszej troski (LC). W latach 2013–2018 jej liczebność szacowano na 201–367 tysięcy par.
Zagrożenie dla populacji lerki stanowi niszczenie naturalnych siedlisk poprzez zalesianie otwartych terenów śródleśnych.